# Concert du nouvel an 2010 à Vienne
Le concert du nouvel an 2010 de l'orchestre philharmonique de Vienne, qui a lieu le 1er janvier 2010, est le 70e concert du nouvel an donné au Musikverein, à Vienne, en Autriche. Il est dirigé pour la seconde et dernière fois par le chef d'orchestre français Georges Prêtre, deux ans seulement après sa dernière apparition.
C'est la première fois qu'une œuvre de Hans Christian Lumbye (le galop Champagner-Galopp) est interprétée lors d'un concert du nouvel an au Musikverein. C'est également la seconde et dernière fois après 1980 qu'une pièce (l'ouverture de l'opéra Les Fées du Rhin) du compositeur français Jacques Offenbach y est jouée.
Quatre pièces sur les dix-huit au total sont jouées pour la première fois au concert du nouvel an.

## Programme
Les pièces suivies d'un astérisque (*) sont jouées pour la première fois.

### Première partie
1. Johann Strauss II : ouverture de l'opérette La Chauve-Souris
2. Josef Strauss : Frauenherz, polka-mazurka, op.166
3. Johann Strauss II : Im Krapfenwald’l, polka française, op. 336
4. Johann Strauss II : Stürmisch in Lieb’ und Tanz, polka rapide, op. 393
5. Johann Strauss II : Wein, Weib und Gesang, valse, op. 333
6. Johann Strauss II : Perpetuum mobile. Ein musikalischer Scherz, scherzo, op. 257

### Deuxième partie
1. Otto Nicolai : ouverture de l'opéra-comique Les Joyeuses Commères de Windsor
2. Johann Strauss II : Wiener Bonbons, valse op. 307
3. Johann Strauss II : Champagner-Polka – Musikalischer Scherz, polka, op. 211
4. Johann Strauss II : Ein Herz, ein Sinn, polka-mazurka, op. 323
5. Johann Strauss : Der Carneval in Paris, galop, op. 100*
6. Jacques Offenbach : ouverture de l'opéra Les Fées du Rhin*
7. Eduard Strauss : Helenen Quadrille, quadrille, op. 14*
8. Johann Strauss II : Morgenblätter, valse, op. 279
9. Hans Christian Lumbye : Champagner-Galopp, galop, op. 14*

### Rappels
1. Johann Strauss II : Auf der Jagd, polka rapide, op. 373
2. Johann Strauss II : Le Beau Danube bleu, valse, op. 314
3. Johann Strauss : Marche de Radetzky, marche, op. 228